# Forney (Texas)
Forney ist eine Stadt im Kaufman County im US-Bundesstaat Texas in den Vereinigten Staaten. Das U.S. Census Bureau hat bei der Volkszählung 2020 eine Einwohnerzahl von 23.455 ermittelt.

## Geografie
Die Stadt liegt am U.S. Highway 80, der Missouri Pacific Railroad, dem Buffalo Creek (Texas) und dem Mustang Creek, 38 Kilometer östlich von Dallas im Nordwesten des Countys, im mittleren Nordosten von Texas, ist im Norden etwa 100 km von Oklahoma entfernt und hat eine Gesamtfläche von 20,3 km².

## Geschichte
Der Ort wurde 1870 als Brooklyn gegründet. Als 1873 ein Postbüro eröffnet werden sollte lehnte die Postdirektion den Namen ab, da es bereits einen Ort gleichen Namens im Shelby County gab. Ende des Jahres benannten die Einwohner den Ort um in Forney, nach John Wien Forney, einem Politiker und Journalisten aus Pennsylvania und Direktionsmitglied der Texas and Pacific Railway.

## Demografische Daten
Nach der Volkszählung im Jahr 2000 lebten hier 5588 Menschen in 1920 Haushalten und 1522 Familien. Die Bevölkerungsdichte betrug 275,2 Einwohner pro km². Ethnisch betrachtet setzte sich die Bevölkerung zusammen aus 83,72 % weißer Bevölkerung, 7,39 % Afroamerikanern, 0,55 % amerikanischen Ureinwohnern, 0,20 % Asiaten, 0,14 % Bewohnern aus dem pazifischen Inselraum und 6,30 % aus anderen ethnischen Gruppen. Etwa 1,70 % waren gemischter Abstammung und 9,61 % der Bevölkerung waren spanischer oder lateinamerikanischer Abstammung.
Von den 1920 Haushalten hatten 46,7 % Kinder unter 18 Jahre, die im Haushalt lebten. 62,0 % davon waren verheiratete, zusammenlebende Paare. 13,1 % waren allein erziehende Mütter und 20,7 % waren keine Familien. 17,7 % aller Haushalte waren Singlehaushalte und in 6,9 % lebten Menschen, die 65 Jahre oder älter waren. Die Durchschnittshaushaltsgröße betrug 2,91 und die durchschnittliche Größe einer Familie belief sich auf 3,29 Personen.
32,1 % der Bevölkerung waren unter 18 Jahre alt, 7,8 % von 18 bis 24, 33,5 % von 25 bis 44, 18,6 % von 45 bis 64, und 8,0 % die 65 Jahre oder älter waren. Das Durchschnittsalter war 32 Jahre. Auf 100 weibliche Personen aller Altersgruppen kamen 93,8 männliche Personen. Auf 100 Frauen im Alter von 18 Jahren und darüber kamen 91,6 Männer.
Das jährliche Durchschnittseinkommen eines Haushalts betrug 52.014 USD, das Durchschnittseinkommen einer Familie 58.295 USD. Männer hatten ein Durchschnittseinkommen von 34.886 USD gegenüber den Frauen mit 30.841 USD. Das Prokopfeinkommen betrug 21.217 USD. 5,3 % der Bevölkerung und 3,6 % der Familien lebten unterhalb der Armutsgrenze. Davon waren 3,2 % Kinder und Jugendliche unter 18 Jahren und 13,1 % waren 65 oder älter.

## Persönlichkeiten
- Jimmie C. Holland (1928–2017), Psychiaterin und Hochschullehrerin